# Battaglia di Jankov
La battaglia di Jankov (anche detta battaglia di Jankau) si svolse il 6 marzo 1645 in Boemia, a sud-est di Praga, tra le truppe svedesi al comando del generale Lennart Torstenson e un'armata imperiale comandata dai generali Melchior von Hatzfeld e Johann von Götz. Lo scontro, molto sanguinoso, si concluse con una vittoria svedese ottenuta grazie ad un efficace uso offensivo dell'artiglieria; le perdite imperiali furono molto pesanti e Vienna rimase senza difese immediate.

## Eventi che condussero alla battaglia
Con l'assunzione del comando da parte del generale Torstenson, nel 1641, si aprì una nuova fase offensiva per gli svedesi; dopo avere invaso la Moravia e sconfitto gli imperiali nella seconda battaglia di Breitenfeld nel 1642, Torstenson decise di rinnovare l'attacco invadendo la Boemia. Di fronte alla minaccia, che metteva in pericolo una regione vitale per la causa asburgica, adiacente alla stessa Vienna, l'Imperatore arruolò con grande rapidità un nuovo esercito, chiedendo aiuto anche al proprio alleato Massimiliano I di Baviera. Le forze così radunate furono inviate ad intercettare gli svedesi, che stavano marciando attraverso České Budějovice e Plzeň verso Tabor; i due eserciti si incontrarono infine presso il villaggio di Jankau (odierna Jankov).

## Svolgimento della battaglia
Le forze imperiali, equivalenti numericamente a quelle svedesi, ma inferiori in artiglieria, inseguirono le truppe di Torstenson, ma vennero fermate e contrattaccate presso una densa foresta presente sul campo; l'avanguardia venne disorganizzata, e gli svedesi catturarono una decina di cannoni. A seguito di questo scontro, le forze imperiali si trovarono in parte divise e una parte dell'esercito finì di fatto per essere isolata sul fianco sinistro.
Gli svedesi sfruttarono questo fatto avanzando tra i due tronconi dello schieramento avversario; la principale forza imperiale, rivolta a sud, si era attestata in posizione difensiva, e Torstenson schierò gran parte delle sue truppe per assaltare le linee nemiche; a sud-est di questa posizione, il contingente imperiale separato veniva affrontato da un distaccamento svedese. Grazie alle riforme compiute da Gustavo II Adolfo di Svezia, che aveva alleggerito l'artiglieria svedese, fu possibile condurre alcuni cannoni sulle alture sovrastanti il retro delle truppe imperiali, causando gravi perdite alle forze nemiche isolate; particolarmente colpita fu la cavalleria imperiale, bersagliata dai proiettili e in seguito circondata dalla cavalleria svedese. L'attacco principale svedese spezzò il fronte degli avversari, che si diedero quindi alla fuga.

## Conseguenze
Le perdite imperiali furono molto pesanti, ammontando a circa la metà delle forze impiegate; tra le perdite figuravano anche i due comandanti, Melchior von Hatzfeld, che venne catturato, e Johann von Götz, il cui corpo fu trovato in seguito. La vittoria apriva di fatto agli svedesi la strada per Vienna; infatti Torstenson avanzò fino a 30 miglia dalla città, provocando la fuga di Ferdinando III a Graz. In seguito, tuttavia, le forze svedesi si diressero nuovamente in Moravia, per consolidare le proprie conquiste; la vittoria convinse comunque la Sassonia ad abbandonare il conflitto firmando la pace di Eilenberg del 14 aprile 1646.